# Hvordan vi fik vores naboer
Hvordan vi fik vores naboer er en dansk børnefilm fra 1993, der er instrueret af Lasse Spang Olsen efter manuskript af ham selv og hans far, Ib Spang Olsen. Filmen er baseret på Ib Spang Olsens børnebog af samme navn fra 1969.

## Handling
Når man bor i et almindeligt hus på en almindelig vej, tror man næppe sine egne ører og må gnide sine øjne, når far inviterer på sørøvertogt, og hele familien forandrer sig til rigtige pirater. Og når man sørøver et skib med nogle meget mærkelige guldgravere og kidnapper besætningen, kan man næsten slet ikke tro, at disse fanger en dag bliver nogle ganske almindelige naboer i et ganske almindeligt hus på en ganske almindelig vej.